# Kasse des Vertrauens

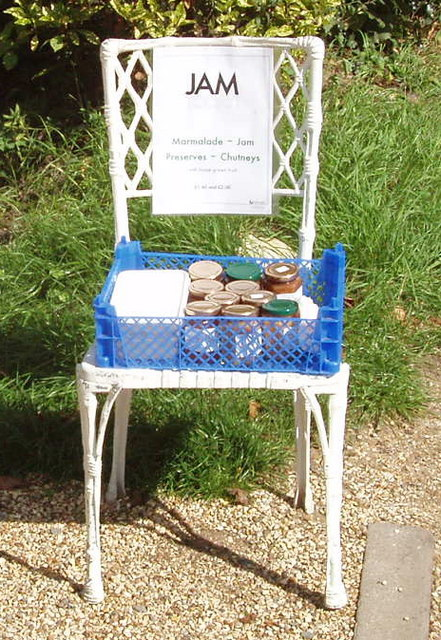
Marmeladenverkauf am Straßenrand mit Kasse des Vertrauens

Eine Kasse des Vertrauens (auch Vertrauenskasse) ist ein Behälter, in den Käufer einer Ware oder Nutzer einer Dienstleistung das dafür geforderte Entgelt bei Abwesenheit eines Verkäufers oder Kassierers hinterlegen sollen. Der Anbieter vertraut dabei darauf, dass seine Kunden ehrlich sind und den korrekten Betrag hinterlegen.

## Einsatzgebiete
Kassen des Vertrauens werden häufig bei folgenden Gelegenheiten eingesetzt, wenn nur geringe Beträge umgesetzt werden (Obolus) und daher die permanente Anwesenheit eines Verkäufers nicht rentabel erscheint:
- Verkauf landwirtschaftlicher Erzeugnisse durch den Erzeuger am Straßenrand oder direkt vom Feld wie zum Beispiel bei Selbstschnitt auf Blumenfeldern
- Sehenswürdigkeiten mit geringem Besucherverkehr wie beispielsweise abgelegene Burgruinen
- Getränkekassen in Freizeiteinrichtungen wie Berghütten, Biwaklagern oder Vereinsheimen
- Gebührenpflichtige Straßen
- Winterräume auf Berghütten

- Kassieren der Übernachtungsgebühr auf nicht betreuten Reisemobil-Stellplätzen. Selbstbedienungs-Hofladen als feste EinrichtungBauernhof mit Verkauf von gekühlten und frischen Waren mit Kasse des Vertrauens

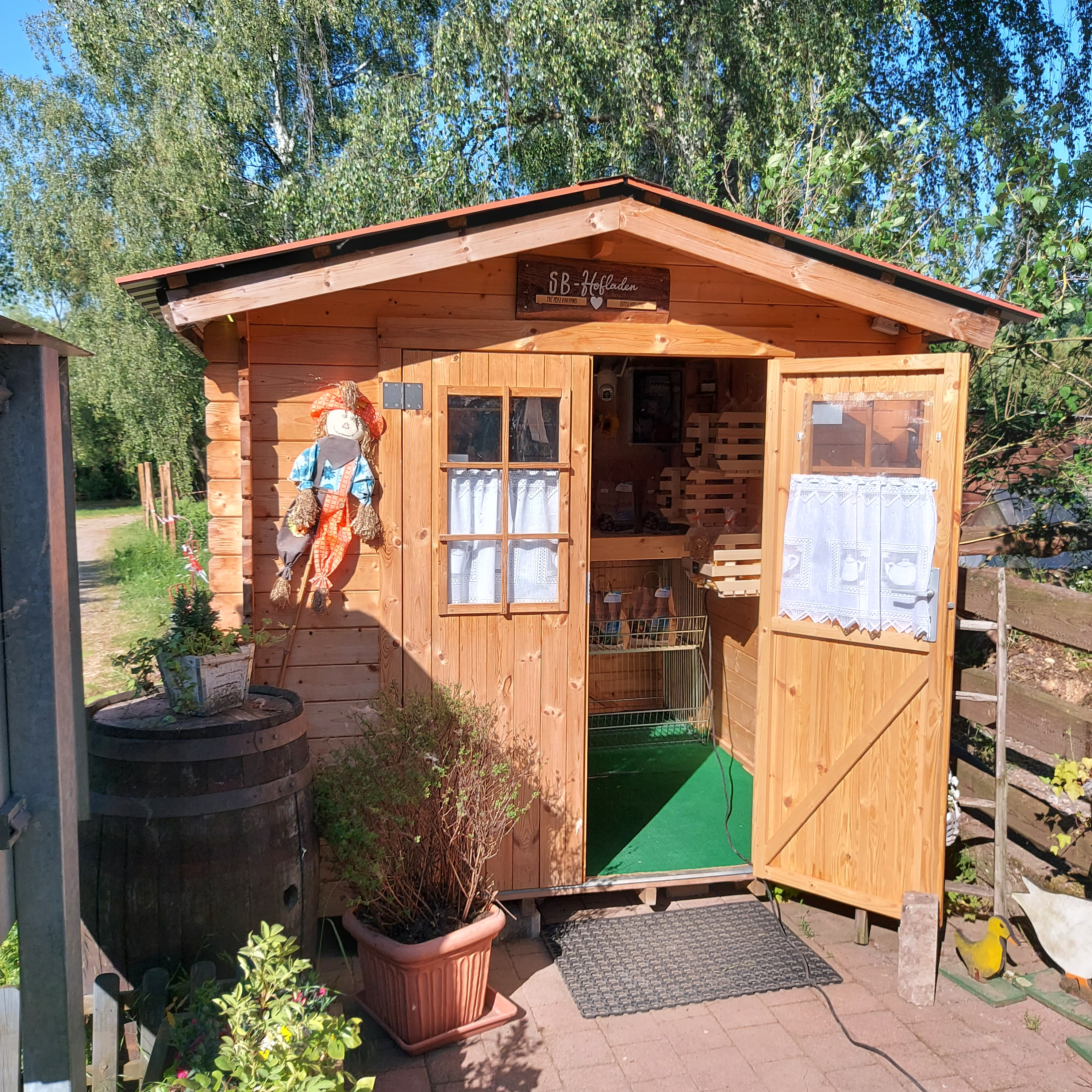
Selbstbedienungs-Hofladen als feste Einrichtung

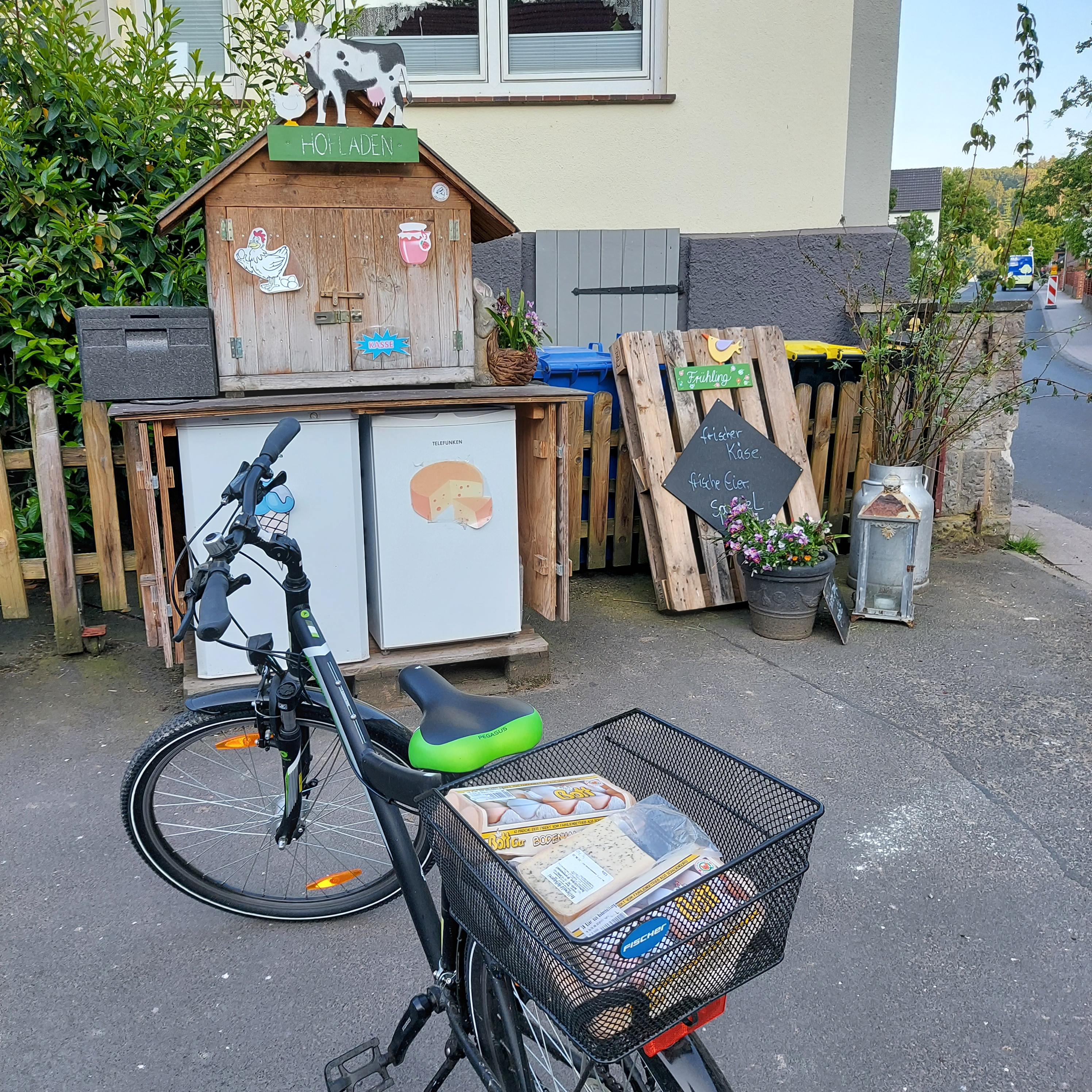
Bauernhof mit Verkauf von gekühlten und frischen Waren mit Kasse des Vertrauens

Fest eingerichtete Verkaufsstellen ermöglichen mittlerweile auch Kartenzahlungen, bei denen die Kundschaft Artikel selbst mittels Barcode einliest oder eintippt und dann mit einem Kartenleser zahlt.

## Vor- und Nachteile

### Vorteile
Vorteil für den Verkäufer ist, dass er seine Waren oder Dienstleistungen zeitlich unbefristet anbieten kann, ohne dafür Verkaufspersonal beschäftigen zu müssen. Es können feste Verkaufsstellen eingerichtet werden oder saisonale Waren ohne zusätzlichen Aufwand einer Ladeneinrichtung direkt verkauft werden. 
Auch der Kunde hat den Vorteil, dass das Angebot jederzeit und unkompliziert genutzt werden kann. Durch die entfallenden Lohnkosten ist es zudem möglich, dass die Waren unter dem regulären Ladenpreis angeboten werden.

### Nachteile
Nachteil ist die Diebstahl- und Missbrauchsgefahr: „Unehrliche Kunden“ können die Angebote ohne Bezahlung nutzen oder sogar den Inhalt der Vertrauenskasse stehlen. Zweiterem wird häufig mit angeschraubten und geschlossenen Kassen entgegengewirkt.
Bei Kartenzahlung muss das Gerät gegen Manipulation geschützt und regelmäßig geprüft werden. 
Für einige Artikel wie Wein erfordert die Gesetzeslage teils eine Alterskontrolle der Kundschaft, die zum Beispiel gelöst wird, indem man per Klingel die Betreiber hinzuruft. 

## Rechtliche Aspekte
Der Verkauf von Waren über eine Kasse des Vertrauens ist rechtlich dem Verkauf in einem Ladengeschäft gleichgestellt. Es kommt durch konkludentes Handeln zum Abschluss eines Kaufvertrages. Werden Waren ohne Bezahlung mitgenommen, so ist der Tatbestand des Diebstahls, mindestens jedoch der der Unterschlagung, erfüllt.
Bietet ein Landwirt seine Produkte so am Straßenrand an, so muss er dies gegenüber dem Finanzamt als Direktvermarktung deklarieren. 
Verkäufe über Vertrauenskassen können in der Regel der Kassenbon-Pflicht nicht nachkommen und sind davon ausgenommen. 